# رشید الضعیف
رشید الضعیف (زادهٔ ۶ اوت ۱۹۴۵) نویسنده و شاعر اهل لبنان است. آثار او به بسیاری از زبان‌ها از جمله فرانسوی، انگلیسی، اسپانیایی، پرتغالی، لهستانی، سوئدی، هلندی، ایتالیایی، یونانی، ژاپنی و ویتنامی ترجمه شده‌است.

## زندگی‌نامه
رشید الضعیف در سال ۱۹۴۵ در یک خانوادهٔ مسیحیِ مارونی در اهدن، در نزدیکی زغرتای لبنان، به دنیا آمد.
او در رشتهٔ ادبیات عرب در دانشگاه لبنان واقع در بیروت تحصیل کرد و دو مدرک دکترا از پاریس گرفت. الضعیف از سال ۱۹۷۴ به تدریس ادبیات عربی در دانشگاه لبنان و دانشگاه آمریکایی بیروت مشغول بوده‌است.